# Йоэнсууйское викариатство
Йоэнсууйское викариатство — викариатство Куопиоской и Карельской митрополии Константинопольского патриархата, существовавшее с 1955 по 2018 год.

## История
Викариатство было образовано в 1955 году в качестве вспомогательной структуры для помощи в управлении Карельской архиепископией.
После того, как в 2018 году центр управления Финляндской православной церковью и кафедра архиепископа были перенесены в Хельсинкскую митрополию, а Карельская архиепископия стала рядовой Куопиоской и Карельской митрополией, викариатство было упразднено, а викарный епископ Арсений (Хейккинен) занял пост митрополита Куопиоского.

## Епископы
- Павел (Олмари) (27 октября 1955 — 29 августа 1960)
- Лев (Макконен) (1 марта 1979 — 1 января 1980)
- Алексий (Рантала) (2 марта 1980 — 22 января 1984)
- Тихон (Тайякка) (26 мая 1984 — 17 марта 1988)
- Амвросий (Яаскеляйнен) (20 марта 1988 — май 1996)
- Пантелеимон (Сархо) (16 марта 1997 — 1 апреля 2002)
- Арсений (Хейккинен) (23 января 2005 — 29 ноября 2018)